# Судзуя-Мару
Судзуя-Мару (Suzuya Maru) — транспортне судно, яке під час Другої світової війни взяло участь в операціях японських збройних сил в архіпелазі Бісмарка.
Судно спорудили як Хоккай-Мару № 1 у 1922 році на корабельні Mitsui Tamano Engineering & Shipbuilding у Тамано для Kita Nippon Kisen. З 1924-го воно мало назву Судзуя-Мару, а в 1925-му перейшло до Імперського флоту Японії.
13 червня 1943-го Судзуя-Мару було потоплене підводним човном Guardfish за кілька кілометрів від західного узбережжя острова Нова Ірландія.
Можливо також зазначити, що в джерелах є різні дані щодо тоннажу Судзуя-Мару — 201, 864, 897 або 901 GRT.